# Thecophora propinqua
Thecophora propinqua är en tvåvingeart som först beskrevs av Adams 1903.  Thecophora propinqua ingår i släktet Thecophora och familjen stekelflugor. Inga underarter finns listade i Catalogue of Life.